# Radzice Przystanek
Radzice Przystanek – przystanek kolejowy w Radzicach, w województwie łódzkim, w Polsce. Od grudnia 2020 roku zatrzymuje się tutaj kilka razy dziennie pociąg osobowy do Łodzi, Tomaszowa Mazowieckiego i Drzewicy. Na peronach stacji znajdują się nowe ławki, tablice informacyjne i oświetlenie.